# Une manière de vivre
Pour plus de détails, voir Fiche technique et Distribution.
Une manière de vivre est un film québécois réalisé par Micheline Lanctôt sorti en 2019 et mettant en vedette Laurent Lucas, Rose-Marie Perreault et Gabrielle Lazure.

## Synopsis
Joseph Solomon, un spécialiste belge du philosophe néerlandais Baruch Spinoza, vient participer à Montréal à une conférence sur le philosophe. Il y rencontre Colette Berger, une conférencière qui vient de perdre son mari dans un accident qui est probablement une tentative de suicide. Il rencontre également Gabrielle, la fille de Colette, qui est accompagnée d'Arnaud, son copain. À la fin de la conférence, l'homme marié repousse les avances de la mère mais finit par succomber à celles insistantes de sa fille. Bouleversé, lorsqu'il est surpris au lit avec celle-ci par le copain, et se sentant honteusement incapable de retourner immédiatement auprès de sa conjointe, il part pour l'Abitibi sans but précis, à la dérive.

## Fiche technique
Source : IMDb et Films du Québec
- Titre original : Une manière de vivre
- Réalisation : Micheline Lanctôt
- Scénario : Micheline Lanctôt
- Musique : Catherine Major
- Conception visuelle : André Chamberland
- Costumes : Judy Jonker
- Maquillage : Fanny Vachon
- Coiffure : André Duval, Line Lévesque
- Photographie : Simon-Pierre Gingras
- Son : Gilles Corbeil, Raymond Vermette, Stéphane Bergeron
- Montage : Michel Arcand
- Production : André Gagnon
- Société de production : Lycaon Pictus
- Sociétés de distribution : Maison 4:3
- Budget : 3,6 millions $ CA
- Pays de production :  Canada
- Tournage : 30 juillet au 15 septembre 2018 à Montréal, Howick, Val-D'Or et Radisson
- Langue originale : français
- Format : couleur
- Genre : drame psychologique
- Durée : 118 minutes
- Dates de sortie :
  - Canada : 26 octobre 2019 (première au Festival du cinéma international en Abitibi-Témiscamingue)
  - Canada : 1er novembre 2019 (sortie en salle au Québec)
  - Canada : 26 mai 2020 (VSD)
- Classification :
  - Québec : 13 ans et plus[2]

## Distribution
- Laurent Lucas : Joseph Solomon
- Rose-Marie Perreault : Gabrielle
- Gabrielle Lazure : Colette Berger
- Pierre-Luc Lafontaine : Arnaud
- Jacqueline van de Geer (nl) : Kaatje
- Ariel Ifergan : Spinoza
- Paul Doucet : médecin-chef
- Robin Aubert : gars de chantier
- Jean-François Boudreau : camionneur
- Xavier Brouillette : lui-même (conférencier)
- Guadalupe González Diéguez : elle-même (conférencière)
- Rémi Laroche : lui-même (conférencier)
- Brigitte Poupart : femme en colère
- Martine Fortin : Rita
- Marie-Ginette Guay : femme à la perruque